# クールベ級戦艦
| クールベ級戦艦             | クールベ級戦艦 |
| -------------------------- | --- |
| 竣工直後の竣工時のクールベ | |
| 近代化改装後のクールベ     | |
| 艦級概観                   | |
| 艦種                       | 戦艦 |
| 艦名                       | |
| 前級                       | ダントン級戦艦 |
| 次級                       | プロヴァンス級戦艦 |
| 性能諸元（近代化改装後）   | |
| 排水量                     | 基準：22.189トン 常備：23,475トン 満載：25,850トン |
| 全長                       | 167.95m（168.0m） |
| 水線長                     | 165.0m |
| 全幅                       | 27.9m（28.13m） |
| 吃水                       | 8.99m（9.0m） |
| 機関                       | ベルヴィール式石炭・重油混焼水管缶24基 （クールベのみ：ニクローズ式） +パーソンズ式直結型タービン（低速・高速）2組4軸推進 （1934年：ベルヴィール式重油専焼水管缶24基（クールベのみ：ベルヴィール式16基とギョ・ド・タンブル式6基） +パーソンズ式ギヤード・タービン4基4軸推進） |
| 最大 出力                  | 28,000hp（43,000hp） |
| 最大 速力                  | 21.0ノット（23.4ノット） |
| 航続 距離                  | 10ノット/4,200海里 20ノット/1,140海里 |
| 燃料                       | 石炭：800トン〜2,700トン 重油：310トン |
| 乗員                       | 1,100名 |
| 兵装                       | カネー Model 1910 30.5cm（45口径）連装砲6基 カネー 13.9cm（55口径）単装速射砲22基 47mm機砲4基 45cm単装水中魚雷発射管4基 （1934年：30.5cm（45口径））連装砲6基 13.9cm（55口径）単装速射砲18基 7.5m（50口径）単装高角砲7基）                                                    |
| 装甲                       | 舷側：270mm（水線最厚部）、180mm（艦首・艦尾部）、180mm（最上甲板） 甲板：112（30+30+12+40）mm 主砲塔：320mm（前盾） バーベット部：280mm |

クールベ級戦艦 (クールベきゅう せんかん、英語: Courbet class battleship、フランス語: Classe Courbet) は、準弩級戦艦ダントン級に引き続き、フランス海軍が第一次世界大戦中に竣工させた最初で最後の弩級戦艦の艦級である。ネームシップの艦名は清仏戦争で功績のあったアメデ・クールベ提督にちなむ。

## 概要

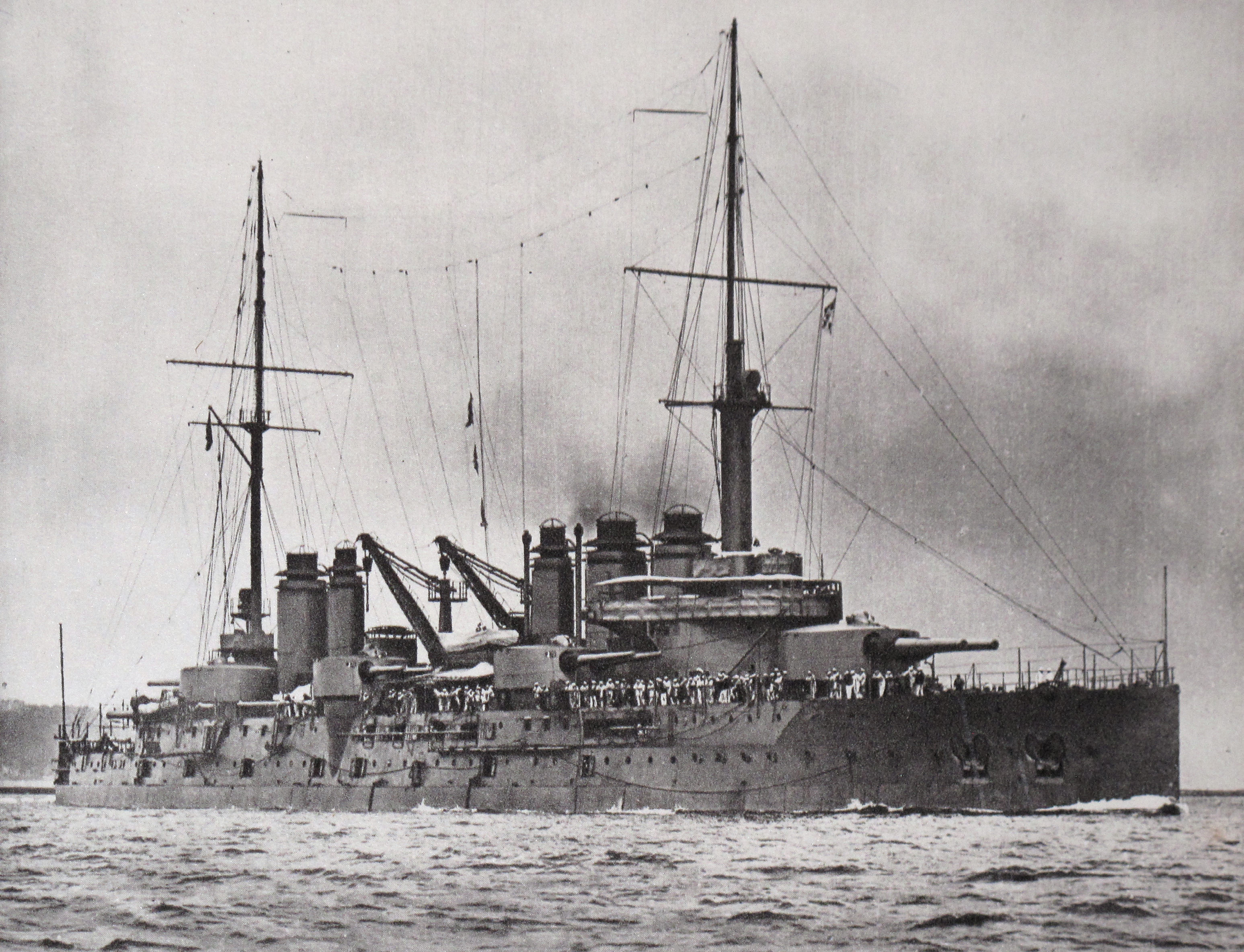
写真は前級である「ダントン」。

1909年にド・ラペレイル中将が海軍大臣に就任し、フランス海軍の復興が始まった。当時のクレマンソー政権の尽力により多額の予算が振り分けられるようになり、弩級戦艦16隻を最終目標とした1910年度海軍計画がスタートした。
これはバルト海での沿岸防衛任務を果たす程度でしかなかったドイツ帝国海軍がドイツ皇帝ヴィルヘルム2世の支援を受けて急速に増強され（大洋艦隊）、これに追従するように長年の仇敵であるイギリス海軍も弩級戦艦を中心とした巨大艦隊の整備を開始した背景があった（建艦競争#第一次世界大戦に至る欧州、特に英独間の建艦競争を参照）。最終的にドイツを仮想敵国としてイギリスとフランスは協力体制を採り（英仏協商）、地政学的にバルト海に近いイギリスは地中海艦隊から戦力を抽出して北海と北大西洋に戦力を配置し、フランスは大西洋と地中海での役割が与えられた。
1910年度海軍計画において本級4隻の建造が議会から承認された。基本的な設計は前級であるダントン級戦艦を踏襲していたが、リヤッセの設計により改設計されて船体を約3,800トンほど大型化した。主砲は45口径30.5cm連装砲のままであったが、既存の前弩級戦艦が2基4門であったのに対し、本級は前級の3倍である6基12門の主砲門数を搭載する強力な火力を持っていた。本級の火力と防御力はイギリス海軍の画期的戦艦ドレッドノート (HMS Dreadnought) を凌駕していた。
ただし、クールベ級戦艦が竣工した頃の列強各国主力艦は14インチ砲（36cm砲）を搭載した超弩級戦艦へ進化しており、戦力的な価値は減少していた。フランス海軍はクールベ級戦艦の改良強化型として、本級の船体に45口径13.4インチ（34cm）砲を搭載したプロヴァンス級（ブルターニュ級）超弩級戦艦を建造し、列強各国に対抗した。

## 艦形

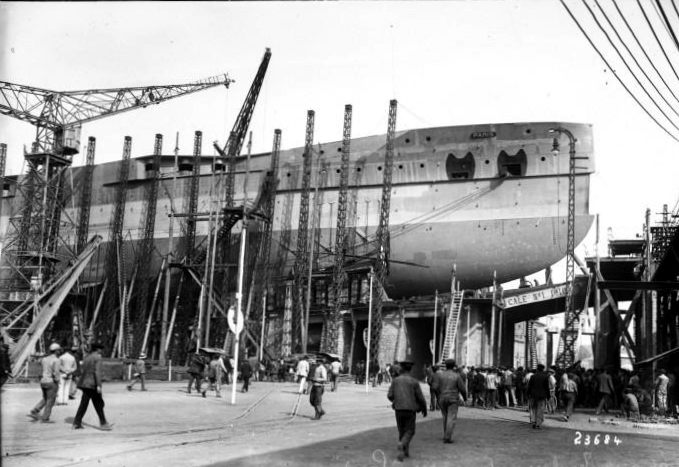
建造中の「パリ」の艦首。水線部のへこみは装甲板を装着するための加工。

本級の外観はダントン級戦艦（前弩級艦）を弩級戦艦にリファインしたような外観となっている。船体は引き続き長船首楼型船体で、艦首形状は垂直に切り立っていた。前弩級戦艦時代のフランス戦艦伝統の「グランド・テル」と形容される複雑な艦上構造物はなりを潜め、装甲司令塔と煙突と単棒檣の前後マストと砲塔以外はない、簡潔でいて重厚な外観となっていた。
艦首甲板上に1番・2番主砲塔を背負い式に2基、2番主砲塔の基部から上部構造物が開始し、測距儀を載せた装甲司令塔を組み込んだ操舵艦橋の両脇にはブリッジが1番煙突と2番煙突と接続されていた。船体中央部に単脚式の前部マストが立ち、舷側甲板上に片舷に1基ずつ3番主砲塔と4番主砲塔が配置された。3番煙突の背後には艦載艇が並べられ、それらは3番煙突の側面に設けられたクレーンが片舷1基ずつ計2基で運用されていた。上部構造物の末端部に後部艦橋に組込まれた後部マストが立ち、その背後に5番・6番主砲塔を背負い式に2基配置した。主砲配置には苦心の跡が見受けられ、前方向に30.5cm砲8門・13.9cm砲6門、左右方向に最大で30.5cm砲10門・13.9cm砲11門、後方向に30.5cm砲8門・13.9cm砲6門が指向できた。この時代でもフランス海軍は横列陣での火力数にこだわっていたため、首尾線火力を重視していた。

### 竣工後の改装

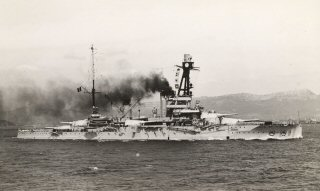
改装後の「パリ」。

竣工当時は艦形の小型さに起因する艦首の浮力が不足していたため、外洋航行時に高波に艦首を突っ込み凌波性に劣っていた欠点があった。このため、第一次世界大戦時の戦訓に基づいた近代化改装の折、一部の艦首側の180mm装甲板を撤去。同級のうち「ジャン・バール」は副砲の一部を撤去して艦首を軽量化することでバランスを取ってからは、凌波性は改善された。
竣工後の1923年〜1924年にかけて第一次近代化改装を行った。外観上最も目立つ変更点は船体中央部に立てられた前部マストの位置を、操舵艦橋の背後に移設し、単脚型から三脚型へと更新され、頂上部に指揮所を設けた点である。前部三脚マストのこれの改造に伴い、三角形状の艦橋フラット部を二層から三層構造に変更した。機関は重油を主とする混焼ボイラー（缶）に換装された。煙量の増加に伴い煙突は3本全てが同じ高さだったが、この時に煤煙の逆流を抑えるために艦首側の1番煙突を撤去し、煙路を結合して1本として三脚マストに接近させた。なお、「パリ」は1番・2番煙突を接近させた形状だった。
続く1927年〜1929年にかけて第二次近代化改装を行った。測距儀は基線長4.57mのタイプC型測距儀を中心に、主砲・副砲兼用のサン・シャモン・グラナ式射撃指揮装置を採用した。改装内容は攻防走全ての面に及んだ。武装面においては主砲塔の仰角を12度から23度へ引き上げて射程距離の延伸を計り、主缶の一部を重油専焼缶に更新したが、主缶全てが重油専焼缶に更新されるのは1931年から1934年の近代化改装後であった。この時に水上機を搭載し、艦載艇揚収クレーンを大型化して水上機を吊り上げやすくした。

## 武装

### 主砲

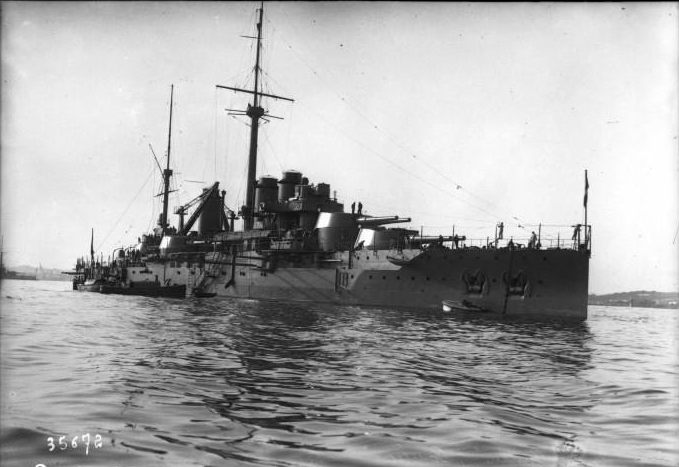
就役時の「パリ」。日露戦争時の戦訓により上部構造物が低く、シンプルな艦形をしていた。

主砲塔の配置は、前級に引き続いて「カネーModel 1910 30.5cm（45口径）砲」を採用した。その性能は重量432kgの砲弾を最大仰角12度で13,500mまで届かせることが出来るこの砲を連装砲塔に収めたが、本級の砲塔形状は「ダントン級」の円筒形と違って1910年型の楔形の新型に変わった。砲塔の俯仰能力は仰角12度・俯角5度である。主砲身の俯仰・砲塔の旋回・砲弾の揚弾・装填は主に電力で行われ、補助に人力を必要とした。各砲塔の旋回角度は1・2・5・6番主砲塔は船体首尾線方向を0度として左右150度、舷側甲板上の3・4番主砲塔は舷側方向を0度として左右150度の広い旋回角度を持つ。発射速度は毎分1.5発であるが熟練した砲員ならば毎分2発も可能である。
後述する近代化改装や砲弾の更新により最終的に最大仰角は23度まで引き上げられ、最大射程26,300mまで届かせることができた。発射速度は改装前と同じく毎分2発であるが、熟練した砲員ならば毎分3発も可能であった。

### 副砲、その他備砲、水雷等

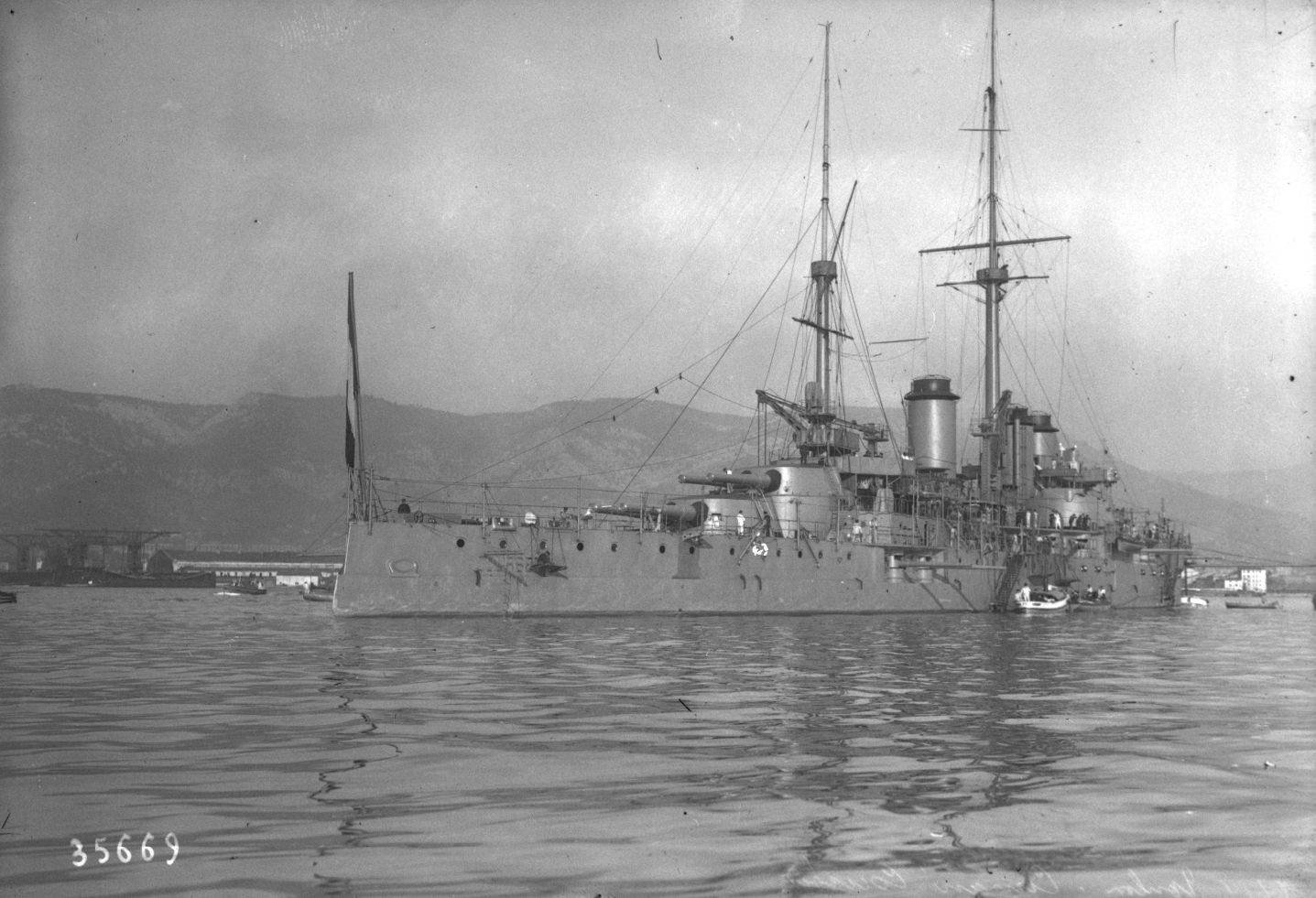
艦尾側から撮られた就役時の「クールベ」。本級の副砲は被弾時の被害極限のために13.9cm速射砲を2〜3基ずつ分散配置していたのが特徴である。

副砲は新設計の「カネー Model 1910 13.9cm（55口径）速射砲」を採用した。その性能は重量39.5kgの砲弾を仰角25度で16,100mまで届かせることができた。砲身の俯仰能力は仰角25度・俯角7度で、旋回角度は左右160度の旋回角度を持っていた。装填形式は自由角度装填で、発射速度は人力装填のため毎分5〜6発であった。これを単装砲架で22基を、当時としては珍しい単装砲3基を上甲板舷側に3セット+後部主甲板に2基1セットを舷側ケースメイト（砲郭）配置で両舷に配備した。この配置により、艦首方向に最大6門、艦尾方向に最大4門を指向する事が出来た反面、被弾時に無事な他の砲を一緒に損傷させる恐れがある他に、爆風による影響等の問題もあった。
その他に対水雷艇用に「オチキス Model 1885 4.7cm（43口径）機砲」を採用した、その性能は重量1.5kgの砲弾を最大仰角45度で射程7,200mまで、対空70度で最大射高3,000mまで届かせることが出来るこの砲を単装砲架で4基をマスト上に装備した。
その他に対艦攻撃用に45cm水中魚雷発射管を単装で、水線下に1番・2番主砲塔の間に1基と5番・6番主砲塔の間に1基ずつの片舷2基の計4基を配置し、予備魚雷12本を搭載した。

### 就役後の武装転換
竣工後の1920年代の近代改装において副砲4基と45cm魚雷発射管4基を撤去し、浮いた重量で対空兵装として「Model 1927 7.5cm（60口径）高角砲」が採用された。この砲はロングセラーで、続くシュフラン級重巡洋艦と戦利巡洋艦にも搭載された。その性能は重量5.93kgの砲弾を仰角40度で14,100mまで、最大仰角90度で高度8,000mまで届かせることができた。砲身の俯仰能力は仰角90度・俯角10度で、旋回角度は左右150度の旋回角度を持っていたが実際は遮蔽物に制限された。装填形式は自由角度装填で、発射速度は人力装填のため毎分8〜15発であった。これを「ジャン・バール」「クールベ」は単装砲架で4基を搭載されたが「パリ」は3基であった。後に1938年に「クールベ」のみ7.5cm高角砲を6基とした。1939年に「クールベ」と「パリ」は13.2mm（76口径）連装機銃6基と13.2mm（90口径）単装機銃2基を搭載した。

## 機関

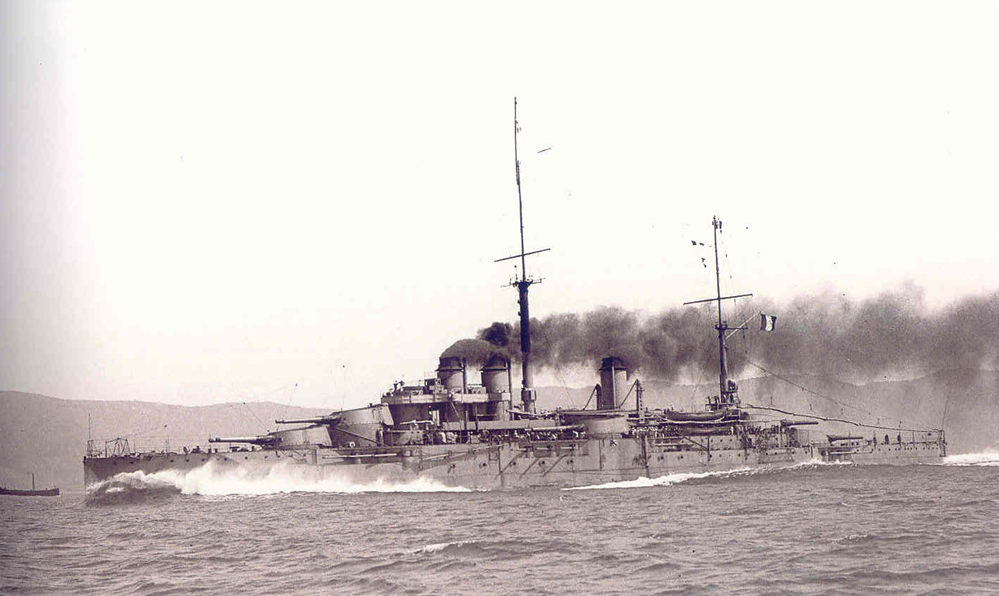
高速航行をする「パリ」。

本級の機関配置は船体中央部に舷側砲塔を持つ関係で、ボイラー室が主砲弾薬庫により前後に離れた缶室分離配置方式となっており、このため3本の煙突のうち前2本と後1本の間は大きく離されている。艦首からボイラー2基ずつ収める第1缶室と第2缶室の背後にタービン機関2基を収める第1機械室、水密隔壁を挟んで第3缶室と第4缶室の背後に第2機械室の順番で配置した。
本級のボイラーは高温蒸気を使用するベルヴィール式であったが、「クールベ」のみニクローズ式で異なっていた。機関の構成は石炭・重油混焼水管缶は24基（大型缶16基・小型缶8基）で同じであった。これにパーソンズ式高速型直結タービンと低速型タービンを1組として2組4軸推進で最大出力28,000馬力、公試において「クールベ」は21.0ノット、「パリ」は21.7ノット、「ジャン・バール」は22.6ノットを発揮したが常用21.0ノットとされた。燃料消費量から石炭2,706トンと重油310トンで、航続性能は速力20ノットで1,140海里もしくは10ノットで4,200海里が航行できた。

## 防御

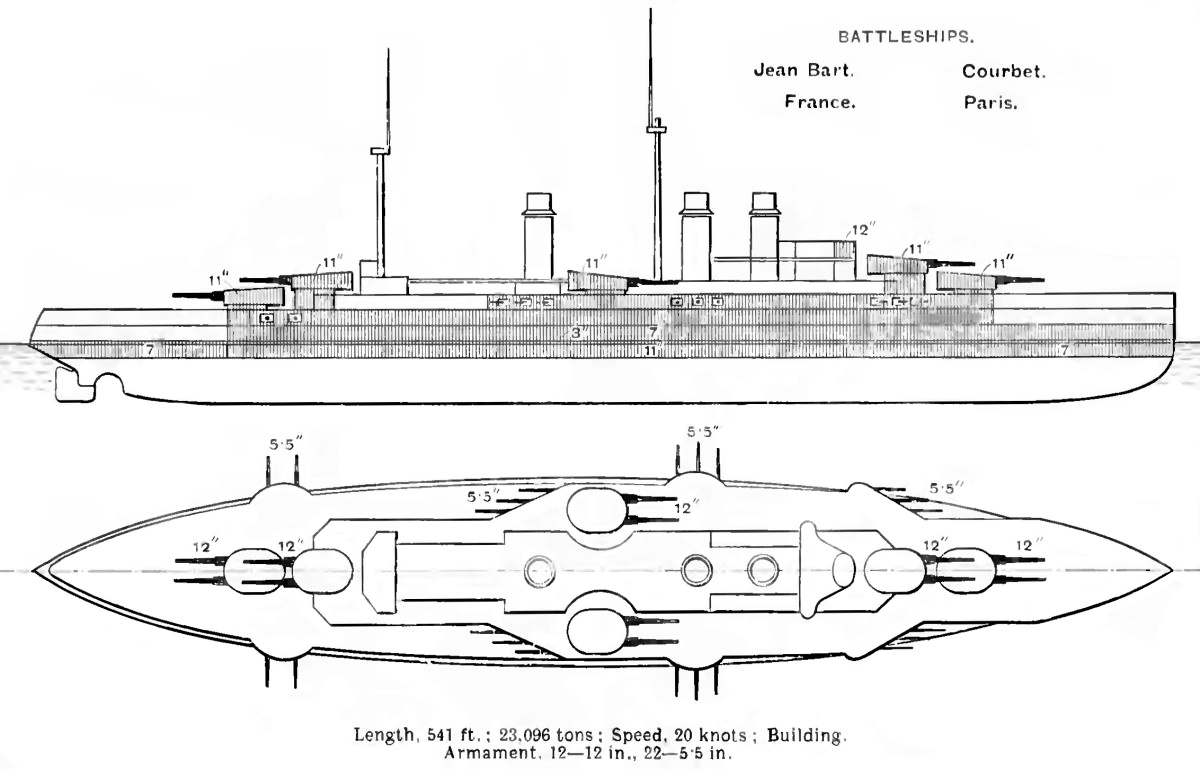
本級の武装・装甲配置を示した図。

防御方式はダントン級より踏襲した全体防御方式を採用しており、水線部は艦首から艦尾部までの舷側全体に舷側装甲が張られた。舷側装甲は高さ4.75mで水線下に沈下するのは2.35mだった。装甲厚は水線中央部の1番主砲塔から6番主砲塔の間までが最厚部で270mm、艦首尾部では180mmであった。また、水線上部の中央舷側部と副砲のケースメイト部にも180mmの装甲が張られており重防御であった。
主砲塔の前盾は320mm、バーベット部が270mmであったが、これは同世代の弩級戦艦ドレッドノート級の水線中央防御部が280mmであったのに対し、主装甲の末端部200mmから先、艦首尾部の広範囲に渡って100mmでしかない事に比較しても重防御であるといえる。甲板部の水平防御は日露戦争時の戦訓を取り入れて四層全ての甲板に装甲が施され、船首楼甲板：30mm、第一甲板：30mm、甲板12mm、主防御甲板は水平部で40mmで、傾斜部は70mmであった。
本級の三番艦「ジャン・バール」（後に「オセアン」と改名）が、第一次世界大戦中のアドリア海にてオーストリア＝ハンガリー帝国海軍のUボート（潜水艦）「U-12」の魚雷2本受けても沈没を免れたのは、強力な水線防御と対水雷防御の優秀性のためであった。
第一次世界大戦当時において水線下に損傷を受けて浮かんでいられる大型艦は少なかった。超弩級戦艦キング・ジョージ五世級（初代）「オーディシャス」がドイツ製機雷に触雷して大破し、曳航中に爆沈した他、ドイツ式の設計であるオーストリア＝ハンガリー帝国海軍の弩級戦艦テゲトフ級四番艦「シュツェント・イストファン」がイタリア海軍の水雷艇の攻撃により撃沈された例を見る限り、本級の水雷防御は同世代で最優秀である部類となっている。

## 艦歴
本級の就役後は地中海艦隊に優先配備された。第一次世界大戦では特に大きな海戦に参加することもなかった。第一次世界大戦中の1914年8月16日にアドリア海にてオーストリア＝ハンガリー帝国海軍のツェンタ級防護巡洋艦「ツェンタ」を撃沈した。唯一の被害として12月27日に「ジャン・バール」はマルタ島沖合でオーストリア=ハンガリー帝国海軍の潜水艦「SM U-12」より雷撃を受けて中破し、マルタ島にて修理を受けた。1919年に「フランス」はボリシェヴィキの決起（ロシア革命）に対する制裁のため、セヴァストーポリ作戦に参加した。ボリシェヴィキたちはセヴァストポーリ市内の建造物に立てこもり、周りの市民を盾にしている赤軍部隊を撃退するため苦渋の選択として4月17日に「フランス」「ジャン・バール」とダントン級「ヴェルニョー（Vergniaud）」の3隻でセヴァストポーリ市街地へ艦砲射撃を行った。その後は水兵のサポタージュを鎮圧して、黒海から引き揚げた。全戦艦共に無事であった。
1922年8月26日、4番艦「フランス（France）」はキブロン湾内にて「海図に明記されていない未知の暗礁」に座礁し、沈没してしまった。
同年11月にワシントン海軍軍縮条約が締結され、フランスの次世代戦艦（ノルマンディー級、リヨン級）は保有を許されなかった。クールベ級3隻（クールベ、ジャンバール、パリ）とプロヴァンス級戦艦3隻（プロヴァンス、ブルターニュ、ロレーヌ）は、近代化改装を実施しつつ、海軍休日時代のフランス海軍主力艦でありつづけた。「クールベ」と「パリ」は1931年より練習艦任務に就いた。「クールベ」は主に砲術練習艦として使われたが、「パリ」は機関の老朽化により速力は16ノットに低下していた。1935年に「ジャン・バール」は練習艦となり、1936年にリシュリュー級戦艦の2番艦に艦名を譲って「オセアン（Océan）」と改名された。なおワシントン軍縮条約の規定により、仏海軍は沈没した戦艦フランスの代艦としてダンケルク級戦艦のダンケルク (Dunkerque) を、ジャン・バール（オセアン）代艦として同級ストラスブール (Strasbourg) を建造した。
クールベ級戦艦3隻は、旧式艦ながら第二次世界大戦に参加している。船団護衛任務に従事していてイギリス本土のポーツマスとプリマスにそれぞれ入港していた「クールベ」と「パリ」は、連合国の西部戦線大敗により状況が一変する。6月22日、フランスはドイツと独仏休戦協定を、6月24日にイタリア王国と休戦協定を結び、事実上枢軸陣営に降伏した（ナチス・ドイツによるフランス占領）。「クールベ」と「パリ」はイギリス軍に抑留された。ヴィシー政権に対抗して自由フランス軍が発足し、6月28日に英領ジブラルタルでミュズリエ提督が自由フランス海軍を創設したのに伴い、7月11日に「クールベ」と「パリ」が自由フランス海軍に編入された。イギリスに在った「クールベ」は1941年に対空レーダーの搭載と対空火器を強化して、港湾の防空任務に就いた。「パリ」は自由ベルギー軍や自由ポーランド軍の宿泊所兼練習艦となった。1944年6月9日のノルマンディー上陸作戦において「クールベ」は上陸船団を支援するために自沈処分されて臨時の防波堤となった。
一本、フランス本国にいた「オセアン」はヴィシーフランス海軍に所属して過ごした。1942年11月27日、トゥーロンにてドイツ軍の接収を避けるため、ダンケルク級戦艦などと共に一斉に自沈した。その後、侵攻してきたドイツ軍によって捕獲された。当時、既に「オセアン」は老朽化のため外洋に航行する能力は持たなかったが、1944年3月7日に連合国軍より爆撃を受け、15日にドイツ軍により沈没させられた。オセアンは1945年12月14日に浮揚されて、スクラップとして廃棄された。

## 同型艦
- クールベ（英語版） Courbet

1910年9月1日、ブレスト海軍造船所にて起工、1911年9月3日進水、1913年11月19日竣工、1944年除籍。
- フランス France

1911年11月30日、サン・ナゼールのロアール造船所にて起工、1912年11月7日進水、1914年10月10日竣工、1922年8月24日座礁沈没。
- ジャン・バール Jean Bart

1910年11月15日、ブレスト海軍造船所にて起工、1911年9月22日進水、1913年11月19日竣工、1937年1月1日に「オセアン」と改名、1945年除籍。
- パリ（英語版） Paris

1911年11月10日、ラ・セーヌ＝シュル＝メールのフォルジュ・エ・シャンティエ・ド・ラ・メディテラネ社にて起工、1912年9月28日進水、1914年8月1日竣工、1945年退役、1955年12月21日スクラップとして売却。

### 注
1. ↑  1913年に竣工した日本海軍の金剛型巡洋戦艦は14インチ砲（36cm砲）8門を搭載して27.5ノットを発揮[4]、1915年に竣工したイギリス海軍のクイーン・エリザベス級戦艦に至っては15インチ砲（38cm砲）8門を搭載して23.5ノットを発揮している[5]。
2. ↑  ノルマンディー級戦艦のベアルンのみ、航空母艦として就役した。

## 参考図書
- 『世界の艦船 増刊第17集 第2次大戦のフランス軍艦』（海人社）
- 『世界の艦船 増刊第38集 フランス戦艦史』（海人社）
- 『世界の艦船 増刊第22集 近代戦艦史』（海人社）
- 『世界の艦船 増刊第83集 近代戦艦史』（海人社）
- ミリタリー・クラシックス編集部、執筆（松代守弘、瀬戸利春、福田誠、伊藤龍太郎）、図面作成（田村紀雄、こがしゅうと、多田圭一）「第四章　ドイツ、フランス、イタリアの戦艦」『第二次大戦 世界の戦艦』イカロス出版〈ミリタリー選書6〉、2005年9月。ISBN 4-87149-719-4。
- 『Conway All The World's Fightingships 1906–1921』（Conway）
- 『Conway All The World's Fightingships 1922-1946』（Conway）